# Dysstroma depuncta
Dysstroma depuncta là một loài bướm đêm trong họ Geometridae.